# 德克斯特維爾 (肯塔基州)
德克斯特維爾（英語：Dexterville）是位於美國肯塔基州巴特勒縣的一個非建制地區。

## 地理
德克斯特維爾所處的海拔為高於海平面130米（即427英呎），而該地所採用的時區為UTC-6，即北美中部時區（CST）。同時該地設有夏令時間，為UTC-6調快一小時，即UTC-5（CDT）。